# Ten Lizes
 (mars 2014).
Si vous disposez d'ouvrages ou d'articles de référence ou si vous connaissez des sites web de qualité traitant du thème abordé ici, merci de compléter l'article en donnant les références utiles à sa vérifiabilité et en les liant à la section « Notes et références ».
Ten Lizes est un tableau réalisé en 1963 il représente le visage d'Elizabeth Taylor sur deux rangées de cinq portraits en noir et blanc. Il est entré dans les collections du musée national d'Art moderne du centre Georges-Pompidou par achat en 1986.

## Contexte de l'œuvre
Ce tableau appartient à la période des débuts d'Andy Warhol en tant que figure essentielle du pop art. Il y représente une icône de l’industrie du spectacle, Elizabeth Taylor, qui connaissait alors de sérieux problèmes de santé après avoir incarné Cléopâtre dans le film de Joseph L. Mankiewicz. Andy Warhol utilise pour ce tableau une photo d'Elizabeth Taylor réalisée à la demande de Columbia Pictures pour la promotion du film Soudain l'été dernier. Il a ensuite utilisé le même portrait dans d'autres œuvres.

## Description
Avec ses dimensions, l'œuvre prend l'apparence d'un écran de cinéma. Dix images de Taylor sont dispensés en deux rangées de cinq. La reproduction mécanique de l'image témoigne de l'esthétique de Warhol : pour lui, voulant peindre de cette manière "parce que je veux être une machine", le résultat de l'œuvre dépend de la présence de l'artiste dans sa création. Comme Marilyn Diptich, Ten Lizes peut être considéré comme une allégorie de la puissance de l'image dans la société, de part sa prolifération.

## Autre
Par ailleurs, il exécute une toile qu'il intitule Liz Taylor. Selon John Giorno, cette Liz Taylor, ressemble beaucoup à son amie l'artiste Ruth Kligman - qu'il mentionne plusieurs fois dans son journal - qui elle-même ressemblait à l'actrice, au moment de sa réalisation, en 1963.